# Bellezza matematica

Un esempio di "bellezza nel metodo", una dimostrazione semplice ed elegante del Teorema di Pitagora.

La bellezza matematica descrive il piacere estetico che alcuni matematici provano nel loro lavoro e nella matematica in generale. Costoro esprimono questo piacere considerando la matematica come bella, come una forma d'arte o almeno un'attività creativa. Paragoni vengono spesso fatti con la musica e la poesia.
Il matematico Paul Erdős espresse le sue visioni sull'ineffabilità della matematica quando disse: «Perché i numeri sono belli? È come chiedere perché la Nona Sinfonia di Beethoven sia bella. Se tu non capisci il perché, non te lo può dire qualcun altro. Io so che i numeri sono belli. Se non fossero belli niente lo sarebbe».

## Bellezza nel metodo
La bellezza del metodo consiste nella pulizia di una dimostrazione o dell'ottenimento di un risultato, un conto è trovare un risultato usando la "forza bruta" (ovvero fare conti a mando, vari casi ecc.) mentre trovare una soluzione che faccia uso minimale di risultati precedenti senza doversi sporcare le mani è proprio la vera bellezza che ogni matematico coglie.

## Bellezza nei risultati
Alcuni matematici e fisici - come Paul Dirac - vedono la bellezza nei risultati matematici che stabiliscono connessioni tra due aree della matematica che a prima vista non appaiono correlate. Questi risultati vengono spesso descritti come profondi.
Mentre è difficile trovare un accordo generale se un risultato sia profondo, alcuni esempi sono spesso citati, tra cui l'identità di Eulero, che esprime una relazione esistente tra cinque importanti costanti matematiche, ovvero lo 0, l'1, il pi greco, l'unità immaginaria ed il numero e:
{\displaystyle \displaystyle e^{i\pi }+1=0\,.}